# Radziejów (comune rurale)
Radziejów è un comune rurale polacco del distretto di Radziejów, nel voivodato della Cuiavia-Pomerania.
Ricopre una superficie di 92,6 km² e nel 2004 contava 4 386 abitanti.
Il capoluogo è Radziejów, che non fa parte del territorio ma costituisce un comune a sé.